# واد اللبن
واد اللبن هي قرية جبلية مغربية بالجماعة قروية تيسة شمال المغرب. تنتمي واد اللبن لإقليم تاونات. تضم هذه القرية 842 نسمة (إحصاء 2004).